# 的場中

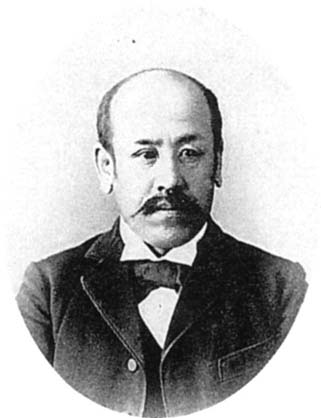
的場中

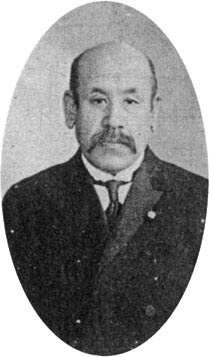
的場中

的場 中（まとば なか、安政3年10月12日（1856年11月9日） - 1933年（昭和8年）4月20日）は、日本の冶金学者、工学博士。工部大学校（現・東京大学工学部）卒業、冶金鉱山学研究のためドイツに留学、東京帝国大学工科大学教授、東京帝国大学名誉教授の称号を得た。

## 経歴
伊勢国山田（現在の三重県伊勢市）出身。1882年（明治15年）、工部大学校鉱山学科を卒業。工部大学校助教授、東京帝国大学工科大学助教授を歴任した。1890年（明治23年）から1893年（明治26年）まで冶金鉱山学研究のためドイツに留学した。1894年（明治27年）、東京帝国大学工科大学教授となり、1899年（明治32年）に工学博士の学位を得た。1909年（明治42年）に退官した後は、私立明治専門学校（現在の九州工業大学）校長・教授となり、九州帝国大学工科大学講師を兼ねた。1914年（大正）3年、東京帝国大学名誉教授の称号を得た。1921年（大正10年）4月に明治専門学校が官立に移管した後も校長を務め、7月に退官した。墓所は染井霊園。

## 栄典
位階
- 1894年（明治27年）10月30日 - 従七位[2]
- 1900年（明治33年）2月10日 - 正六位[3]

## 著書
- 『通気論』（丸善、1903年）